# 弗盧格哈芬湖

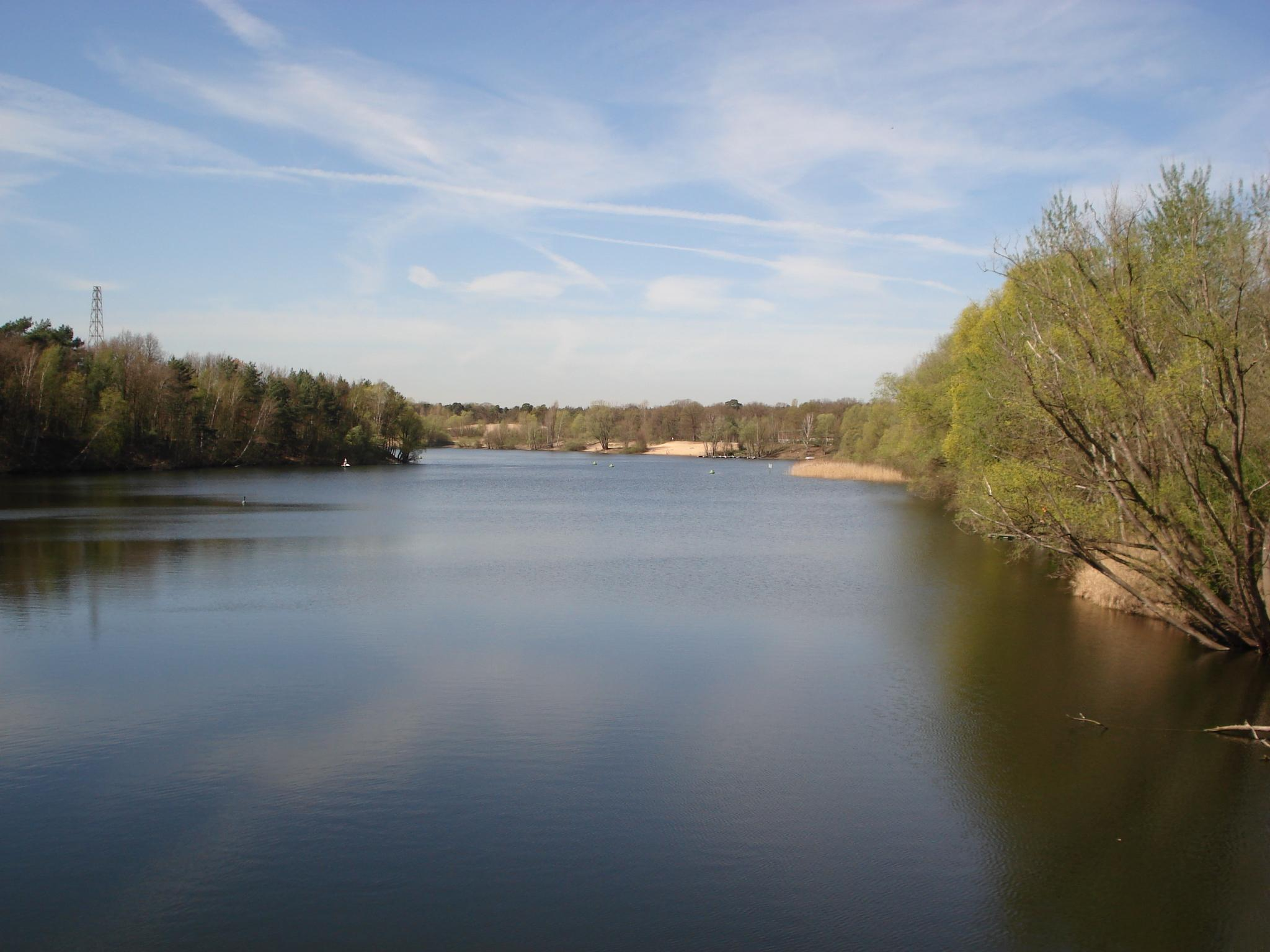

52°34′N 13°17′E / 52.567°N 13.283°E
弗盧格哈芬湖（德語：Flughafensee，意译为机场湖），是德國柏林的湖泊，位于柏林赖尼肯多夫区的下属区泰格尔。该湖泊位于泰格尔机场以北并因此而得名，位于德国111号高速公路以西和泰格尔湖的东南方。该湖泊是柏林最深的湖泊，最深处达34.3米。
弗卢格哈芬湖是一个人工湖，准确说是一个采砂湖，形成于1953至1978年间，在这期间湖床中被挖走两百万吨砾石。